# 1997 en astronomie
| Années de l'astronomie : 1994 - 1995 - 1996 - 1997 - 1998 - 1999 - 2000    |
| Décennies de l'astronomie : 1960 - 1970 - 1980 - 1990 - 2000 - 2010 - 2020 |

Cet article présente les événements qui se sont produits pendant l'année 1997 dans le domaine de l'astronomie.

## Événements

### Janvier
- 18 janvier : découverte de Perdita, un satellite naturel d'Uranus.

### Février
- 28 : Observation du premier sursaut gamma ayant une émission rémanente : GRB 970228.

### Mai

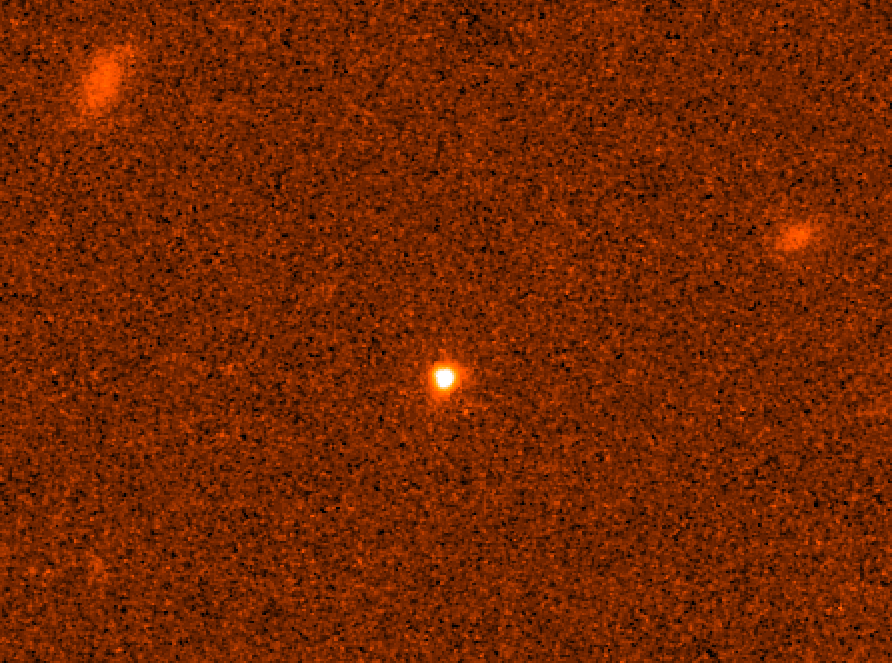
Lueur optique résiduelle du sursaut gamma GRB 970508 prise un mois après la détection de son explosion, le 8 mai 1997 à 21 H 24 UTC par les satellites BeppoSAX, BATSE et Ulysses.

- 8 mai 1997 : détection de GRB 970508.

### Septembre
- 6 septembre : découverte de Caliban et Sycorax, des satellites naturels d'Uranus.

## Prix
- Prix Jules-Janssen : Elizabeth Nesme et Serge Koutchmy
- Médaille Bruce : Eugene Parker